# Liste der Simpsons-Comics
Die Liste der Simpsons-Comics umfasst alle Comicserien der Serie Die Simpsons. Alle folgenden Comicserien wurden von Bongo Comics veröffentlicht. In Deutschland wurden sie vom Dino Verlag herausgegeben, seit 2003 wurde er von Panini Comics übernommen.

## Derzeitige Comicserien

### Die Simpsons Comic-Kollektion
Seit Anfang 2018 veröffentlicht Panini alle zwei Wochen einen neuen Hardcover-Band der Simpsons Comic-Kollektion, in der alte Einzelausgaben und Geschichten verschiedener Serien nachgedruckt werden.

## Ehemalige Comicserien

### Simpsons Comics
Die Simpsons Comics erschienen lange Zeit monatlich (zum Ende zweimonatlich) und waren die erste Simpsons-Comicserie. Die erste Ausgabe erschien am 29. November 1993 in den USA. Die deutsche Erstausgabe erschien am 6. November 1996. Im Juni 2013 feierte sie in Deutschland ihre 200. Ausgabe. Im Dezember 2018 erschien mit der 248. Ausgabe die letzte der Reihe.

### Simpsons Comics Mundart
Erschienen sind 5 Mundart-Bände:
- 1: Hessisch, 2013
- 2: Bayrisch, 2014
- 3: Schwäbisch, 2014
- 4: Sächsisch, 2015
- 5: Kölsch, 2016

### Bart Simpsons Horrorshow
Die Bart Simpsons Horrorshow-Comics erschienen seit 1995 jährlich im Herbst als Halloween-Ausgabe und beruhen auf die Treehouse of Horror in der Fernsehserie, weshalb diese ebenfalls drei verschiedene Geschichten enthalten. Bei den Bart Simpsons Horrorshow-Comics sind meistens Zeichner tätig, welche normalerweise keine Simpsons-Geschichten schreiben.

### Bart Simpson Comics
Die Bart Simpson Comics gab es ab dem Jahr 2000. Diese Serie war eher für Kinder gedacht und handelt nicht nur von Bart Simpson, sondern auch von anderen Charakteren.

### Simpsons Superspektakel
Bei der seit 2005 erscheinenden Reihe Simpsons Superspektakel wurden hauptsächlich Superhelden-Comics parodiert. Meistens tauchen dort Radioactive Man oder der Kuchenmann auf.

### Simpsons Winter Wirbel & Sommer Sause
Seit 2008 erschienen jährlich im Winter die Winter Wirbel Comics. Darin finden sich auch Geschichten, welche zur Jahreszeit passen. z. B. Weihnachten. Dasselbe galt auch für die ebenfalls erstmals im Jahr 2008 erscheinenden Sommer Sause-Comics.

### One Shots
Seit 2012 wurde in den USA und seit 2013 in Deutschland die One Shots-Comicreihe herausgegeben. Hierbei handelt es sich um Einzelcomics über verschiedene Nebencharaktere der Serie wie Ralph Wiggum, Milhouse van Houten, Homer Simpson als Kind oder Maggie Simpson.

### Simpsons Illustrated
Die Simpsons Illustrated war das erste Magazin und Vorgänger der Simpsons Comics. Die Zeitschrift veröffentlichte neben Comics auch Artikel, Interviews und Neuigkeiten über die Serie. Bei Simpsons Comics and Stories handelte es sich um die einzige Ausgabe. Es wurde später durch die Simpsons Comics ersetzt.

### Bartman-, Itchy & Scratchy- und Radioactive Man-Comics
Die Bartman Comics wurden 1993 veröffentlicht und erreichten nur sechs Ausgaben. Ebenfalls erschienen die kurzlebigen Itchy & Scratchy-Comics und die Radioactive Man-Comics. Die Radioactive Man-Comics waren eine Anspielung auf typische Comics der 50er Jahre. Radioactive Man kämpft gegen seinen kommunistischen Erzfeind Dr. Krabbe aber auch Anspielungen auf das Verbot der EC Comics sind zu finden. In Deutschland wurden die Geschichten dieser drei Serien in den Simpsons Comics abgedruckt.

### Krusty Comics
Die Krusty Comics waren schon ursprünglich auf drei Ausgaben geplant. In den drei Heften geht es um den Aufstieg und Fall von Krustyland aber auch andere Geschichten wurden veröffentlicht. In den USA erschien das erste Heft im Januar 1995 und in Deutschland im Februar 2001.

### Lisa Comic
Der Lisa Comic war ein einziges Heft, das auf 2500 Exemplare reduziert wurde. In den USA kam es im April 1995 raus. Deutschland folgte erst im Jahr 2006.

### Die Simpsons/Futurama Crossover-Krise
Diese Serie handelte über ein Zusammentreffen von Charakteren aus Futurama und den Simpsons. In Deutschland erschienen die ersten beiden Teile in Futurama Comics Nr. 10 und 11. Die anderen beiden Teile erschienen in einem eigenen Comic. In den USA erschien die Geschichte in zwei eigenen Heften.

### Simpsons Classics / Das Beste der Simpsons
Die Simpsons Classics waren Nachdrucke der ersten Simpsons Comics-Ausgaben. Nach dreißig Ausgaben wurden die Classics durch die Serie Das Beste der Simpsons ersetzt.
Das Beste der Simpsons (in den USA: Simpsons Illustrated) war der Nachfolger von den Simpsons Classics und druckte ebenfalls Geschichten aus älteren Heften ab.

### Der Tod des Comic-Typs
Der Tod des Comic-Typs, eine Anspielung auf die Serie Der Tag, an dem Superman starb, war eine in den USA fünfteilige und in Deutschland dreiteilige Serie.